# Tumaine Ntamuhanga
Tumaine Ntamuhanga (ur. 13 lutego 1993 w Rubavu) – rwandyjski piłkarz grający na pozycji pomocnika w tamtejszym Rayon Sports, reprezentant kraju.
Ntamuhanga karierę klubową rozpoczął w 2008 roku jako 15-latek w grającym w I lidze rwandyjskiej w klubie Kiyovu Sport. W 2011 roku przeszedł do innego, stołecznego klubu, też grającego w I lidze, Rayon Sports. W latach 2012–2014 grał w APR FC, a w sezonie 2014/2015 w Police FC. W sezonie 2015/2016 ponownie był zawodnikiem APR FC. W latach 2016–2021 był piłkarzem AS Kigali FC, a w latach 2021-2022 - Gasogi United FC.
W reprezentacji Rwandy Ntamuhanga zadebiutował 10 grudnia 2009 roku w wygranym 2:1 półfinałowym meczu CECAFA Cup 2009 z Tanzanią. Od 2009 do 2013 rozegrał w kadrze narodowej 16 meczów i strzelił 1 gola.